# Promozione Emilia-Romagna 1988-1989
Nella stagione 1988-1989 la Promozione era sesto livello del calcio italiano (il massimo livello regionale). Qui vi sono le statistiche relative al campionato in Emilia-Romagna.
Il campionato è strutturato in vari gironi all'italiana su base regionale, gestiti dai Comitati Regionali di competenza. Promozioni alla categoria superiore e retrocessioni in quella inferiore non erano sempre omogenee; erano quantificate all'inizio del campionato dal Comitato Regionale secondo le direttive stabilite dalla Lega Nazionale Dilettanti, ma flessibili, in relazione al numero delle società retrocesse dal Campionato Interregionale e perciò, a seconda delle varie situazioni regionali, la fine del campionato poteva avere degli spareggi sia di promozione che di retrocessione.

## Girone A

### Squadre partecipanti
| Squadra                   | Città (provincia)                      |
| ------------------------- | -------------------------------------- |
| S.P. Argentana            | Argenta (FE)                           |
| A.C. Bellaria Igea Marina | Bellaria (RN)                          |
| Calcio Castrocaro TDS     | Castrocaro Terme e Terra del Sole (FC) |
| F.C. Cattolica            | Cattolica (RN)                         |
| A.S. Cervia               | Cervia (RA)                            |
| A.C. Cesenatico           | Cesenatico (FC)                        |
| A.C. Cocif Longiano       | Longiano (FC)                          |
| U.S. Corticella           | Bologna (BO)                           |
| Pol. Cosmos Serravalle    | Serravalle (San Marino) (RSM)          |
| A.C. Forlimpopoli         | Forlimpopoli (FC)                      |
| A.C. Massalombarda        | Massa Lombarda (RA)                    |
| A.C. Piangipane           | Piangipane (RA)                        |
| Pol. Sammartinese         | Forlì (FC)                             |
| A.C. Sammaurese           | San Mauro Pascoli (FC)                 |
| S.S. Savignanese          | Savignano sul Rubicone (FC)            |
| A.C. Tropical Ospedaletto | Coriano (RN)                           |

### Classifica finale
|  | Pos. | Squadra              | Pt | G  | V  | N  | P  | GF | GS | DR  |
|  | ---- | -------------------- | -- | -- | -- | -- | -- | -- | -- | --- |
|  | 1.   | Cattolica            | 40 | 30 | 14 | 12 | 4  | 37 | 22 | +15 |
|  | 2.   | Savignanese          | 40 | 30 | 13 | 14 | 3  | 35 | 20 | +15 |
|  | 3.   | Massalombarda        | 40 | 30 | 13 | 14 | 3  | 34 | 23 | +11 |
|  | 4.   | Sammartinese         | 39 | 30 | 12 | 15 | 3  | 29 | 14 | +15 |
|  | 5.   | Cervia               | 35 | 30 | 11 | 13 | 6  | 38 | 25 | +13 |
|  | 6.   | Tropical Ospedaletto | 34 | 30 | 10 | 14 | 6  | 35 | 32 | +3  |
|  | 7.   | Cocif Longiano       | 31 | 30 | 9  | 13 | 8  | 26 | 24 | +2  |
|  | 8.   | Piangipane           | 30 | 30 | 8  | 14 | 8  | 24 | 23 | +1  |
|  | 9.   | Cesenatico           | 27 | 30 | 8  | 11 | 11 | 18 | 27 | -9  |
|  | 10.  | Corticella           | 27 | 30 | 8  | 11 | 11 | 29 | 39 | -10 |
|  | 11.  | Sammaurese           | 26 | 30 | 6  | 14 | 10 | 25 | 26 | -1  |
|  | 12.  | Bellaria Igea Marina | 26 | 30 | 9  | 8  | 13 | 35 | 46 | -11 |
|  | 13.  | Argentana            | 25 | 30 | 4  | 17 | 9  | 24 | 28 | -4  |
|  | 14.  | Cosmos Serravalle    | 24 | 30 | 6  | 12 | 12 | 20 | 21 | -1  |
|  | 15.  | Castrocaro T.D.S.    | 22 | 30 | 4  | 14 | 12 | 15 | 26 | -11 |
|  | 16.  | Forlimpopoli         | 14 | 30 | 3  | 8  | 19 | 16 | 44 | -28 |

- Cattolica promosso dopo gli spareggi.

## Girone B

### Squadre partecipanti
| Squadra                   | Città (provincia)              |
| ------------------------- | ------------------------------ |
| Pol. Bo.Ca. Sparta        | Bologna (BO)                   |
| A.C. Castellarano         | Castellarano (RE)              |
| F.C. Finale               | Finale Emilia (MO)             |
| F.C. Formigine            | Formigine (MO)                 |
| A.C. Galliera             | Bologna (BO)                   |
| A.C. G.I.A.C. Casalgrande | Casalgrande (RE)               |
| A.C. Montale              | Montale Rangone (MO)           |
| U.S. Pavullese Olimpia    | Pavullo nel Frignano (MO)      |
| A.C. Persicetana          | San Giovanni in Persiceto (BO) |
| U.P. Pianorese            | Pianoro (BO)                   |
| Pol. Ponteroncariale      | Zola Predosa (BO)              |
| A.S. Porretta             | Porretta Terme (BO)            |
| F.C. San Lazzaro          | San Lazzaro di Savena (BO)     |
| Pol. Santagatese          | Sant'Agata Bolognese (BO)      |
| U.C. Vignolese            | Vignola (MO)                   |
| Pol. Virtus Castelfranco  | Castelfranco Emilia (MO)       |

### Classifica finale
|  | Pos. | Squadra              | Pt | G  | V  | N  | P  | GF | GS | DR  |
|  | ---- | -------------------- | -- | -- | -- | -- | -- | -- | -- | --- |
|  | 1.   | San Lazzaro          | 47 | 30 | 19 | 9  | 2  | 45 | 12 | +33 |
|  | 2.   | Castellarano         | 37 | 30 | 13 | 11 | 6  | 44 | 31 | +13 |
|  | 3.   | Bo.Ca.               | 37 | 30 | 12 | 13 | 5  | 34 | 23 | +11 |
|  | 4.   | Pianorese            | 34 | 30 | 9  | 16 | 5  | 26 | 19 | +7  |
|  | 5.   | Santagatese          | 32 | 30 | 11 | 12 | 8  | 26 | 16 | +10 |
|  | 6.   | Persicetana          | 30 | 30 | 10 | 10 | 10 | 31 | 28 | +3  |
|  | 7.   | Formigine            | 30 | 30 | 9  | 12 | 9  | 29 | 36 | -7  |
|  | 8.   | Vignolese            | 28 | 30 | 9  | 10 | 11 | 30 | 28 | +2  |
|  | 9.   | Finale               | 28 | 30 | 8  | 12 | 10 | 27 | 27 | 0   |
|  | 10.  | Porretta             | 28 | 30 | 9  | 10 | 11 | 25 | 34 | -9  |
|  | 11.  | Virtus Pavullese     | 27 | 30 | 6  | 15 | 9  | 31 | 37 | -6  |
|  | 12.  | Virtus Castelfranco  | 27 | 30 | 9  | 9  | 12 | 23 | 30 | -7  |
|  | 13.  | Galliera             | 27 | 30 | 7  | 13 | 10 | 28 | 37 | -9  |
|  | 14.  | Montale              | 26 | 30 | 6  | 14 | 10 | 27 | 30 | -3  |
|  | 15.  | Ponteroncariale      | 24 | 30 | 7  | 10 | 13 | 27 | 45 | -18 |
|  | 16.  | G.I.A.C. Casalgrande | 18 | 30 | 4  | 10 | 16 | 17 | 37 | -20 |

- San Lazzaro non ammessa al Campionato Interregionale.

## Girone C

### Squadre partecipanti
| Squadra                | Città (provincia)               |
| ---------------------- | ------------------------------- |
| G.S. Bagnolese         | Bagnolo in Piano (RE)           |
| U.S. Brescello         | Brescello (RE)                  |
| Pol. Castelnovese      | Castelnovo di Sotto (RE)        |
| A.C. Castiglione       | Castiglione delle Stiviere (MN) |
| U.S. Correggese        | Correggio (RE)                  |
| U.S. Fabbrico          | Fabbrico (RE)                   |
| A.C. Fidenza           | Fidenza (PR)                    |
| Pol. Fossolese         | Fossoli (MO)                    |
| U.S. Montecavolo       | Montecavolo (RE)                |
| A.S. Polesine          | Polesine Parmense (PR)          |
| U.S. Porto Mantovano   | Porto Mantovano (MN)            |
| A.C. Salsomaggiore     | Salsomaggiore Terme             |
| F.C. Sporting          | Reggio Emilia (RE)              |
| A.S. Termolan Bibbiano | Bibbiano (RE)                   |
| U.S. Viadana           | Viadana (MN)                    |
| U.C. Voltese           | Volta Mantovana (MN)            |

### Classifica finale
|  | Pos. | Squadra           | Pt | G  | V  | N  | P  | GF | GS | DR  |
|  | ---- | ----------------- | -- | -- | -- | -- | -- | -- | -- | --- |
|  | 1.   | Brescello         | 46 | 30 | 18 | 10 | 2  | 51 | 18 | +33 |
|  | 2.   | Bagnolese         | 39 | 30 | 11 | 17 | 2  | 36 | 21 | +15 |
|  | 3.   | Voltese           | 35 | 30 | 11 | 13 | 6  | 38 | 28 | +10 |
|  | 4.   | Fidenza           | 34 | 30 | 11 | 12 | 7  | 27 | 23 | +4  |
|  | 5.   | Castiglione       | 33 | 30 | 10 | 13 | 7  | 39 | 25 | +14 |
|  | 6.   | Correggese        | 33 | 30 | 10 | 13 | 7  | 33 | 34 | -1  |
|  | 7.   | Termolan Bibbiano | 30 | 30 | 9  | 12 | 9  | 30 | 35 | -5  |
|  | 8.   | Castelnovese      | 28 | 30 | 8  | 12 | 10 | 23 | 21 | +2  |
|  | 9.   | Salsomaggiore     | 28 | 30 | 6  | 16 | 8  | 26 | 25 | +1  |
|  | 10.  | Viadana           | 28 | 30 | 8  | 12 | 10 | 35 | 37 | -2  |
|  | 11.  | Montecavolo       | 28 | 30 | 7  | 14 | 9  | 18 | 20 | -2  |
|  | 12.  | Polesine          | 28 | 30 | 8  | 12 | 10 | 26 | 31 | -5  |
|  | 13.  | Fabbrico          | 28 | 30 | 8  | 12 | 10 | 25 | 37 | -12 |
|  | 14.  | Fossolese         | 26 | 30 | 7  | 12 | 11 | 26 | 32 | -6  |
|  | 15.  | Porto Mantovano   | 25 | 30 | 10 | 5  | 15 | 31 | 34 | -3  |
|  | 16.  | Sporting          | 11 | 30 | 1  | 9  | 20 | 15 | 58 | -43 |

## Spareggio tra le 1.classificate
- San Lazzaro-Brescello 1-3
- Cattolica-San Lazzaro 2-1
- Brescello-Cattolica 3-1

### Classifica
- Brescello 4
- Cattolica 2
- San Lazzaro 0

Cattolica e Brescello promosse nel Campionato Interregionale